# 단바이치정
단바이치정(丹波市町)은 나라현 야마베군에 속해있던 정이다. 현재의 덴리시에 해당한다.

## 역사
- 1889년 4월 1일 - 정촌제 시행에 의해 야마베군 단바이치촌이 성립하였다.
- 1893년 9월 26일 - 정으로 승격해 단바이치정으로 개칭되었다.
- 1954년 4월 1일 - 야마베군 아사와촌,니카이도촌, 시키군 야나기모토정과 신설합병해, 덴리시가 성립하여, 동일 단바이치정은 소멸하였다.